# Schürzenjäger

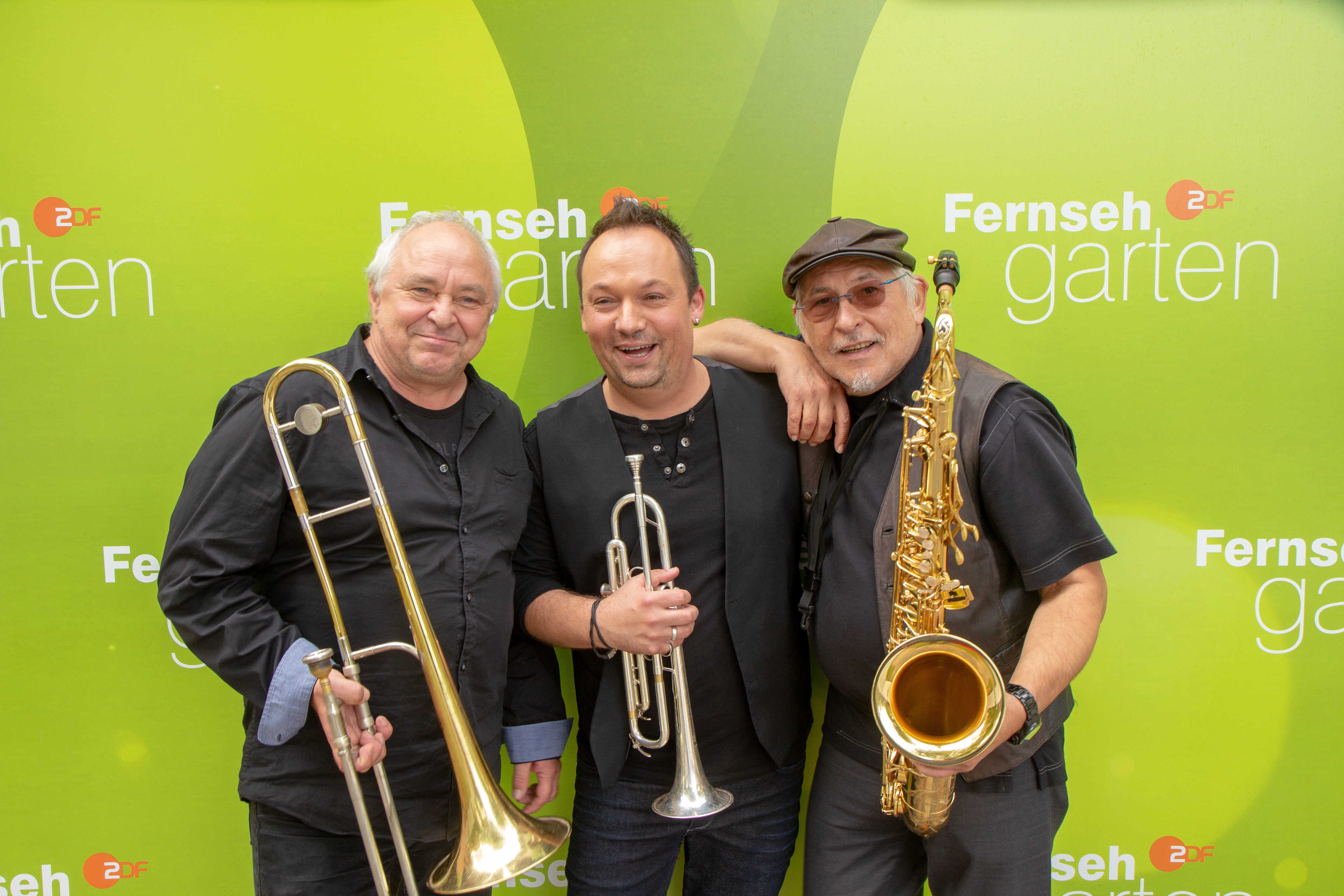
Schürzenjäger como invitados en el ZDF Fernsehgarten el 23 de septiembre de 2018 enMainz

El Schürzenjäger, anteriormente Zillertaler Schürzenjäger, fue uno de los grupos más exitosos de Austria. Fue fundado en 1973. "Schürzenjäger" es un término alemán para "Heartbreaker", que usó por primera vez a principios de 1900. [Traducido, un Schürzenjäger es un "cazador de blusa": Schürze = blusa, Jäger = cazador.] De acuerdo a la historia de la banda fueron nombrados "Schürzenjäger" por un barman femenino en Austria durante un concierto, cuando no tienen un nombre de la banda. 
Mientras que comenzaron tocando música tradicional con instrumentos modernos, su estilo se desarrolló durante los años para incorporar la música folk, música de pop y música de rock. Uno de sus primeros grandes éxitos fue el "Zillertaler Hochzeitsmarsch", una interpretación moderna de una melodía de danza tradicional. Luego de comenzaron a introducir más elementos de rock, inspirados por su nuevo baterista de 1989, Patrick Cox. Después de "Zillertaler Hochzeitsblues (1990)" se mudaron a la más amplia audiencia alemana en Montana (más tarde BMG Ariola) en 1991. 
Con su éxito comercial, el "Schürzenjäger" se convirtió en el epítome para llenar el vacío entre rock y "Volksmusik" en Austria, establecer el género de "Alpen Rock" (rock alpino). La comunidad de música folclórica, sin embargo, vio el éxito del "Zillertaler Hochzeitsmarsch", no como un éxito, sino como un abuso de la música tradicional. 
El Schürzenjäger terminó con regularidad sus giras con los conciertos de aire libre más grandes en Austria. Desde 1988, estos conciertos, llamados "Open Air"  fueron jugados cada dos años. De marzo a julio de 2007, el Schürzenjäger salió de gira para el último álbum "Lust auf mehr". Esta fue  la última gira, que culminó  el tradicional "Open Air" en Finkenberg, Zillertal el sábado 21 de julio de 2007.

## Discografía
- 1977  Die Zillertaler Schürzenjäger
- 1978 Aber heut geht's auf ((pero hoy estamos fuera)
- 1979 Grüne Tannen (Abetos Verdes)
- 1983 Ich habe Dir zu danken (Tengo que dar gracias)
- 1983 Ohne Jodeln geht die Zenzi nicht gern schlafen (Sin cantar Zenzi no le gusta dormir)
- 1984 10 Jahre Zillertaler Schürzenjäger (10 años de  Zillertaler Schürzenjäger)
- 1984 Fata Morgana (lanzado en nombre de la banda "WAP die Schürzenjäger")
- 1987 Sierra Madre
- 1990 Zillertaler Hochzeitsblues (Los Blues del Casamiento del Zillertal)
- 1991 Zillertaler Schürzenjäger '92
- 1992 Teure Heimat (Patria querida)
- 1993 Typisch Schürzenjäger (Típica Schürzenjäger)
- 1993 A Weihnacht wie's früher war (Navidad como antes era)
- 1995 Glory-Hallelujah!

- 1996 Träume sind stärker (sueños son más fuertes)
- 1997 Homo erectus
- 1998 25 Jahre Schürzenjäger (25 años de Schürzenjäger)
- 1999 Es hört nie auf (Nunca termina)
- 2001 Treff' ma uns en der Mitt'n (se reúnen en el centro)
- 2002 Tus Jetzt (Hazlo ahora!)
- 2004 Hinter dem Horizont (más allá del horizonte)
- 2005 Weihnachten miteinander (Navidad juntos)
- 2006 Lust auf mehr (deseo para obtener más información)
- 2007 Schürzenjäger 2007 - Das Beste zum Abschied (Schürzenjäger 2007 - Lo mejor de la despedida)

## Álbumes en vivo
- 1990 Live Folge 1 - Finkenberg Mitschnitt (Live Volume 1 - Grabación de Finkenberg)
- 1990 Live Folge 2 - Finkenberg Mitschnitt (Live Volume 2 - Grabación de Finkenberg)
- 1993 20 Jahre Zillertaler Schürzenjäger - Rebellion in den Alpen (20 años de Zillertaler Schürzenjäger - Rebelión en los Alpes ) - (Concierto en vivo desde Innsbruck durante la gira de 1993)
- 2003 30 wilde Jahre (30 años salvajes )

## Otros Álbumes
- 1996 Karaoke
- 2000 Die Grossen Polkahits (éxitos grandes de polka)
- 2006 Zum Feiern (A celebrar)
- 2008 Die Schonsten Balladen (Las balladas más bonitas)

## VHS Casete
- 1990 Live Folge 2 - Finkenberg Mitschnitt
- 1992 Schürzenjägerzeit (Tiempo para  Schürzenjäger) (acompaña a "Zillertaler Schürzenjäger ' 92")
- 1993 20 Jahre Zillertaler Schürzenjäger - Rebellion in den Alpen  (20 años de  Zillertaler Schürzenjäger  - Rebelión en los Alpes)
- 1996 Träume sind stärker (sueños son más fuertes)
- 1998 25 Jahre Schürzenjäger - Open Air Walchsee ' 97 (25 años de Schürzenjäger - Aire Libre Walchsee ' 97)
- 2001 Draußen in der Heimat (aire libre en casa) (acompaña a "Treff' ma uns en der Mitt'n")
- 2002 Tus Jetzt (Hazlo  ahora!) (acompaña "Tus Jetzt!")

## DVD Video
- 2002 Tu's jetzt! (Hazlo ahora!) (acompaña "Tu's jetzt!")
- 2003 30 wilde Jahre (30 años salvajes) - (Concierto en vivo desde Finkenberg durante la gira del 2003)
- 2006 Hinter dem Horizont - Live (Concierto En Vivo en el Koln Arena)
- 2007 Schürzenjäger 2007 - Das Beste zum Abschied (Schürzenjäger 2007 - Lo mejor de la despedida - Finkenberg Open Air 2007)

## Premios
- 1978: Goldene Musikanten
- 1992: Edelweiß
- 1994: Goldenes Ticket
- 1996: Goldene Europa
- 1998: Schlagerdiamant
- 1998: UNHCR Goodwill Ambassador
- 1999: Goldene Stimmgabel
- 2002: Amadeus Austrian Music Award (nominados)
- 2007: Golden roll of honour of Finkenberg

## Peter Steinlechner
Peter Steinlechner (nacido el 9 de enero de 1953 en Mayrhofen, Austria) fue el líder del Schürzenjäger. Tocaba varios instrumentos como el violín, el bajo y la guitarra eléctrica. Tiene dos hijas Anita y Petra. Estaba casado con Anni Steinlechner. Pero antes de la grabación del álbum "Typisch Schürzenjäger" Anni falleció. La canción Jeden Herzschlag wert fue escrita por Peter Steinlechner y dedicada a Anni.

## Alfred Eberharter
Alfred Eberharter (nacido el 7 de noviembre de 1951 en Mayrhofen, Austria) tocaba el acordeón y el bajo eléctrico. En 1968 fundo con Peter Steinlechner Los Alfredos y L.equipe 2000. Y luego en 1973 Zillertaler Schürzenjäger. También maneja las cosas económicas de la banda. Está casado con la hermana de Peter Steinlechner, Elisabeth. Tiene 2 hijos (Alfred Eberharter Jr. y Daniela) Ahora es parte del Original Zillertaler Hey Mann! Band una banda que formó su hijo Alfred Eberharter Jr.

## Patrick Cox
Patrick Cox (nacido el 13 de diciembre de 1960 en Múnich, Alemania) era el hijo de un soldado de Estados Unidos y una madre alemana. Desde 1963 a 1972 vivió en los Estados Unidos. Sus padres se divorciaron. El padre quedándose en los Estados Unidos y la madre y Patrick se van para Alemania. En 1981 se mudó a Tirol, Austria de donde son originarios el Schürzenjäger. En 1989 trabajo en la disquero Tyrolis Music donde conoció al Zillertaler Schürzenjäger. Ellos nomas usaban una batería eléctrica. Líder Peter Steinlechner lo invita a tomar parte en la batería pero Cox no estaba interesado en la música folclórica. En 1989 Cox entra al Zillertaler Schürzenjäger como un verdadero roquero. Cox fue el que trajo los cambios de Volksmusik a Rock. El primer álbum de Rock fue "Teure Heimat" (1992) una mezcla de música folclórica y rock. "Teure Heimat" también fue la primera aparición de Günter Haag en la banda. Después de la partida del Schürzenjäger en el 2007 Cox formó su propia banda llamada "Patrick Cox Band" que ha recibido logro chico.

## Alfred Eberharter Jr.
Alfred Eberharter Jr. (nacido el 24 de abril de 1979 en Innsbruck, Austria) fue miembro del Schürzenjäger desde 1998 cuando Willi Kröll saliera. Tocaba la batería, percusiones y el bajo eléctrico. Es el hijo de Alfred Eberharter Sr. y Elisabeth Eberharter. Después de que el Schürzenjäger partiera, Eberharter Jr. formó El Grupo VIA. VIA recibió un logro chico que VIA se desintegró. En abril de 2009 Eberharter Jr. Formó el Original Zillertaler Hey Mann! Band que ha recibido más logro. Alfred Eberharter Sr. también es miembro del Hey Mann! Band.

## Christof Von Haniel
Christof Von Haniel (nacido el 18 de febrero de 1960 en Múnich, Alemania) Tocaba los teclados para el Schürzenjäger. Von Haniel entró en 1999 después de que Freddy Pfister y Christian Dzida salieran para formar el Grupo HOI!. El Grupo HOI! como el "Patrick Cox Band" también recibió un logro chico. Von Haniel era miembro del "Patrick Cox Band" hasta agosto de 2009. En agosto de 2010 Von Haniel participó en el concierto Open Air del Original Zillertaler Hey Mann! Band tocando los teclados.

## Willi Kröll
Willi Kröll (nacido el 8 de septiembre de 1949 en Mayrhofen, Austria) fue miembro del Schürzenjäger desde la formación en 1973 hasta el 2000. Tocaba la guitarra. Después de su salida entró al Zillertaler Gipfelstürmer donde hizo música folclórica. El Zillertaler Gipfelstürmer son conocidos por su mezcla de música folclórica y música country. Después de su salida del Zillertaler Gipfelstürmer en el 2006 Kröll decide  hacer una carrera de solista. Recientemente Kröll hizo un proyecto con el grupo austriaco de música folclórica Die Mayrhofner. Era una polka llamada la Schotta Boarischer.

## Christian Dzida
Christian Dzida (nacido el 13 de diciembre de 1969 en Schwaz, Austria - fallecido el 2 de noviembre de 2009 en Alemania) fue miembro del Schürzenjäger desde 1995 a 1999. Tocaba los teclados. En 1999 sale del Schürzenjäger para juntarse con Freddy Pfister a hacer el Grupo HOI!. Dzida después hizo su carrera de solista. El 2 de noviembre de 2009 Dzida se mató en un accidente de auto en el Bundesautobahn 2. Era el segundo miembro del Schürzenjäger en morir. El primero fue el guitarrista, Florian Leis Bendorff quien se suicidó el 4 de octubre de 2005.

## Freddy Pfister
Freddy Pfister (nacido el 13 de enero de 1962 en Tirol, Austria) Fue miembro del Schürzenjäger desde 1987 a 1998. Tocaba el acordeón y los teclados. En 1999 Pfister, Christian Dzida y Günter Haag forman el Grupo HOI! que recibió un sucseso chico. Pfister luego forma su trío de música folclórica llamada "Freddy Pfister Band" que ha recibido más logro que HOI! Pfister tiene dos hijas.

## Günter Haag
Günter Haag (nacido el 25 de octubre de 1962 en Viena, Austria) fue miembro del Schürzenjäger de 1992 a 1996. Tocaba la guitarra eléctrica. En 1999 Haag junto con Freddy Pfister y Christian Dzida forman el Grupo HOI!. Desde el 2003 Haag es un maestro de música.

## Florian Leis Bendorff
Florian Leis Bendorff (nacido el 22 de octubre de 1969 en Alemania - fallecido el 4 de octubre de 2005 en Alemania fue miembro del Schürzenjäger desde 1996 hasta su muerte en el 2005. Tocaba la guitarra eléctrica. Bendorff reemplazó a Günter Haag cuando salió en 1995. El 4 de octubre de 2005 Bendorff fue encontrado muerto colgando en su apartamento. No nota de suicidio se dejó. La muerte de Florian Leis Bendorff es un mistero.

## Hey Mann! Band
Die Original Zillertaler Hey Mann! Band lo empezó Alfred Eberharter Jr. y su padre Alfred Eberharter Sr. Las canciones son basadas en canciones  del Schürzenjäger. En junio de 2009 El Hey Mann! Band hizo su primera actuación en Televisión con el cantante de música folclórica Florian Silbereisen. La banda nomas han sacado 2 CD. Tienen famosas canciones como "Schwarz Pink" y  "Schürzenjäger Hit Medley". Recientemente el 7 de agosto el Hey Mann Band tuvo el concierto legendario del Schürzenjäger
El concierto Open Air. Un día antes en Finkenberg el Hey Mann Band hizo el récord mundial para el baile Boarischer usando canciones de Zillertaler Schürzenjäger.
- Datos: Q684649